# Irwan Shah
Muhammad Irwan Shah bin Arismail (Singapore, 2 novembre 1988) è un calciatore singaporiano, terzino sinistro del Tampines Rovers e della nazionale singaporiana.

## Statistiche

### Cronologia presenze e reti in nazionale
| Cronologia completa delle presenze e delle reti in nazionale ― Singapore | Cronologia completa delle presenze e delle reti in nazionale ― Singapore | Cronologia completa delle presenze e delle reti in nazionale ― Singapore | Cronologia completa delle presenze e delle reti in nazionale ― Singapore | Cronologia completa delle presenze e delle reti in nazionale ― Singapore | Cronologia completa delle presenze e delle reti in nazionale ― Singapore | Cronologia completa delle presenze e delle reti in nazionale ― Singapore | Cronologia completa delle presenze e delle reti in nazionale ― Singapore |
| Data                                                                     | Città                                                                    | In casa                                                                  | Risultato                                                                | Ospiti                                                                   | Competizione                                                             | Reti                                                                     | Note                                                                     |
| ------------------------------------------------------------------------ | ------------------------------------------------------------------------ | ------------------------------------------------------------------------ | ------------------------------------------------------------------------ | ------------------------------------------------------------------------ | ------------------------------------------------------------------------ | ------------------------------------------------------------------------ | ------------------------------------------------------------------------ |
| 17-1-2010                                                                | Bangkok                                                                  | Thailandia                                                               | 1 – 0                                                                    | Singapore                                                                | Amichevole                                                               | -                                                                        |                                                                          |
| 23-1-2010                                                                | Ratchasima                                                               | Polonia                                                                  | 6 – 1                                                                    | Singapore                                                                | Amichevole                                                               | -                                                                        | 55’                                                                      |
| 11-8-2010                                                                | Bangkok                                                                  | Thailandia                                                               | 1 – 0                                                                    | Singapore                                                                | Amichevole                                                               | -                                                                        |                                                                          |
| 24-2-2012                                                                | Baku                                                                     | Azerbaigian                                                              | 2 – 2                                                                    | Singapore                                                                | Amichevole                                                               | -                                                                        | 46’                                                                      |
| 29-2-2012                                                                | Doha                                                                     | Iraq                                                                     | 7 – 1                                                                    | Singapore                                                                | Qual. Mondiali 2014                                                      | -                                                                        |                                                                          |
| 1-6-2012                                                                 | Hong Kong                                                                | Hong Kong                                                                | 1 – 0                                                                    | Singapore                                                                | Amichevole                                                               | -                                                                        | 82’                                                                      |
| 8-6-2012                                                                 | Singapore                                                                | Singapore                                                                | 2 – 2                                                                    | Malaysia                                                                 | Amichevole                                                               | -                                                                        | 46’                                                                      |
| 12-6-2012                                                                | Shah Alam                                                                | Malaysia                                                                 | 2 – 0                                                                    | Singapore                                                                | Amichevole                                                               | -                                                                        |                                                                          |
| 15-8-2012                                                                | Singapore                                                                | Singapore                                                                | 2 – 0                                                                    | Hong Kong                                                                | Amichevole                                                               | -                                                                        | 77’                                                                      |
| 11-9-2012                                                                | Yangon                                                                   | Birmania                                                                 | 1 – 1                                                                    | Singapore                                                                | Amichevole                                                               | -                                                                        |                                                                          |
| 16-10-2012                                                               | Singapore                                                                | Singapore                                                                | 2 – 0                                                                    | India                                                                    | Amichevole                                                               | -                                                                        | 46’                                                                      |
| 19-11-2012                                                               | Singapore                                                                | Singapore                                                                | 4 – 0                                                                    | Pakistan                                                                 | Amichevole                                                               | -                                                                        | 50’                                                                      |
| 25-11-2012                                                               | Kuala Lumpur                                                             | Malaysia                                                                 | 0 – 3                                                                    | Singapore                                                                | Amichevole                                                               | -                                                                        | 69’                                                                      |
| 28-11-2012                                                               | Kuala Lumpur                                                             | Indonesia                                                                | 1 – 0                                                                    | Singapore                                                                | Amichevole                                                               | -                                                                        | 63’, 66’                                                                 |
| 12-12-2012                                                               | Singapore                                                                | Singapore                                                                | 1 – 0                                                                    | Filippine                                                                | Amichevole                                                               | -                                                                        | 68’                                                                      |
| 19-12-2012                                                               | Singapore                                                                | Singapore                                                                | 3 – 1                                                                    | Thailandia                                                               | Amichevole                                                               | -                                                                        | 90’                                                                      |
| 6-9-2013                                                                 | Tianjin                                                                  | Cina                                                                     | 6 – 1                                                                    | Singapore                                                                | Amichevole                                                               | -                                                                        | 64’                                                                      |
| 20-3-2019                                                                | Kuala Lumpur                                                             | Malaysia                                                                 | 0 – 1                                                                    | Singapore                                                                | Amichevole                                                               | -                                                                        |                                                                          |
| 23-3-2019                                                                | Kuala Lumpur                                                             | Oman                                                                     | 1 – 1 (5-4 dtr)                                                          | Singapore                                                                | Amichevole                                                               | -                                                                        | 10’                                                                      |
| 8-6-2019                                                                 | Singapore                                                                | Singapore                                                                | 4 – 3                                                                    | Isole Salomone                                                           | Amichevole                                                               | -                                                                        | 55’                                                                      |
| 11-6-2019                                                                | Singapore                                                                | Singapore                                                                | 1 – 2                                                                    | Birmania                                                                 | Amichevole                                                               | -                                                                        | 84’                                                                      |
| 15-10-2019                                                               | Singapore                                                                | Singapore                                                                | 1 – 3                                                                    | Uzbekistan                                                               | Qual. Mondiali 2022                                                      | -                                                                        | 81’                                                                      |
| 24-9-2022                                                                | Ho Chi Minh                                                              | India                                                                    | 1 – 1                                                                    | Singapore                                                                | Amichevole                                                               | -                                                                        |                                                                          |
| Totale                                                                   |                                                                          | Presenze                                                                 | 23                                                                       |                                                                          | Reti                                                                     | 0                                                                        |                                                                          |